# Botanophila triforialis
Botanophila triforialis är en tvåvingeart som beskrevs av Jin 1983. Botanophila triforialis ingår i släktet Botanophila och familjen blomsterflugor. Inga underarter finns listade i Catalogue of Life.